# Feketepofájú álszajkó
A feketepofájú álszajkó (Trochalopteron affine) a madarak osztályának verébalakúak (Passeriformes) rendjébe és a Leiothrichidae családjába tartozó faj.
Magyar neve forrással nincs megerősítve.

## Rendszerezése
A fajt Edward Blyth angol zoológus írta le 1843-ban. a Garrulax nembe Garrulax affinis néven

## Alfajai
- Trochalopteron affine affine (Blyth, 1843)
- Trochalopteron affine bethelae (Rand & R. L. Fleming, 1956)
- Trochalopteron affine blythii J. Verreaux, 1870
- Trochalopteron affine muliense (Rand, 1953)
- Trochalopteron affine oustaleti (Hartert, 1909)
- Trochalopteron affine saturatum (Delacour & Jabouille, 1930)[2]

## Előfordulása
Dél- és Délkelet-Ázsiában, Bhután, Kína, India, Mianmar, Nepál és Vietnám területén honos. A természetes élőhelye a szubtrópusi vagy trópusi hegyi esőerdők és magaslati cserjések. Állandó, de nem nem megfelelő körülmények hatására alacsonyabb területre vonul.

## Megjelenése
Testhossza 24-26 centiméter, testtömege 52-85 gramm.
|  |

## Életmódja
Rovarokkal, gyümölcsökkel és bogyókkal táplálkozik.

## Természetvédelmi helyzete
Az elterjedési területe rendkívül nagy, egyedszáma viszont csökken, de még nem éri el a kritikus szintet. A Természetvédelmi Világszövetség Vörös listáján nem veszélyeztetett fajként szerepel.